# Crescent City (Floride)
Pour les articles homonymes, voir Crescent City.
La ville américaine de Crescent City est située dans le comté de Putnam, dans l’État de Floride.

## Démographie
| 1890 | 1900 | 1910 | 1920 | 1930 | 1940  |
| ---- | ---- | ---- | ---- | ---- | ----- |
| 554  | 352  | 677  | 838  | 955  | 1 124 |

| 1950  | 1960  | 1970  | 1980  | 1990  | 2000  |
| ----- | ----- | ----- | ----- | ----- | ----- |
| 1 393 | 1 629 | 1 734 | 1 722 | 1 859 | 1 776 |

| 2010  | - | - | - | - | - |
| ----- | - | - | - | - | - |
| 1 577 | - | - | - | - | - |

Elle comptait 1 776 habitants lors du recensement de 2000.

## Source
- (en) Cet article est partiellement ou en totalité issu de l’article de Wikipédia en anglais intitulé « Crescent City, Florida » (voir la liste des auteurs).